# 윔플

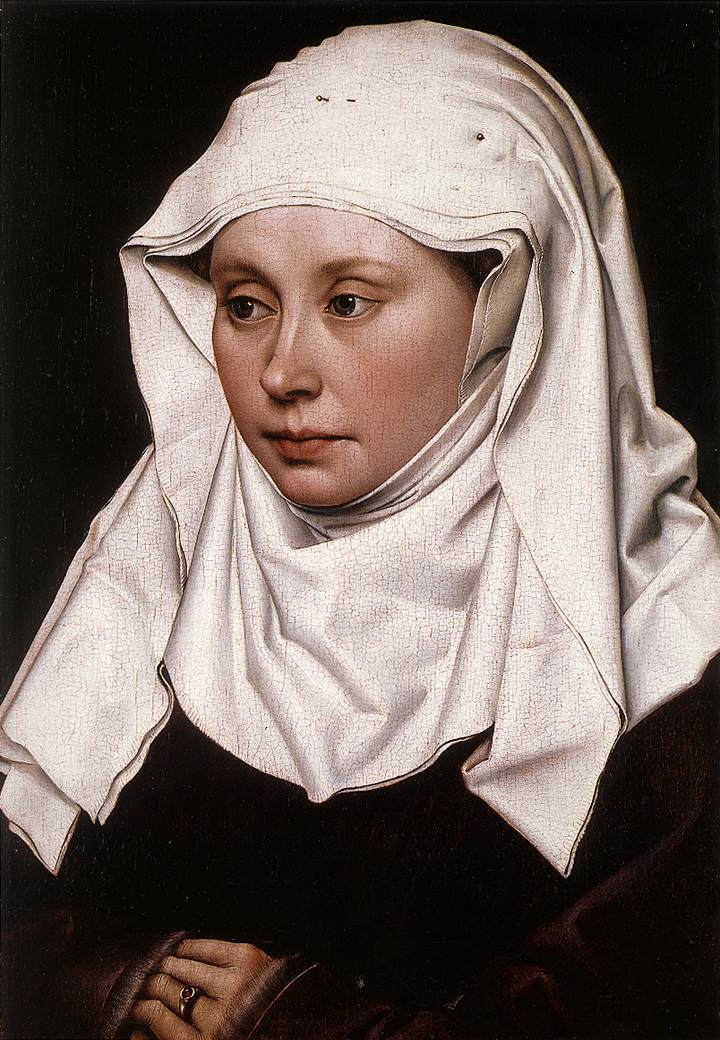
1430년~1435년 경 로베르 캉뱅이 그린 여인의 초상화.

윔플(wimple)은 중세 유럽 여인들이 머리와 머리털을 가리기 위해 목과 턱에 둘러 쓰던 커다란 천 가리개이다. 중세 기독교 문화에서 기혼 여성들이 자신의 머리와 머리털을 감추기 위해 착용했다. 오늘날에는 전통적인 수도복 규율을 유지하는 수녀들이 착용하고 있다.

## 같이 보기
- 헤드스카프
- 베일
- 히잡